# Capaccini's vleermuis
De Capaccini's vleermuis (Myotis capaccinii) is een middelgrote gladneusvleermuis.
De vleermuis komt voor in het Middellandse Zeegebied, van de oostkust van Spanje tot de Balkan, de Mediterrane kust van Marokko tot Tunesië, en Turkije oostwaarts tot Oezbekistan en Iran. Capaccini's vleermuizen komen voor in karstgebieden, vaak begroeid met bos en in de nabijheid van water. Hij verblijft over het algemeen in grotten en rotsspleten in kolonies van enkele honderden dieren, vaak met de langvleugelvleermuis (Miniopterus schreibersii), en andere gladneuzen.
Laat in de schemering verlaten ze hun grot, op zoek naar vliegende insecten, voornamelijk gaasvliegen en tweevleugeligen, die hij vangt boven het water. Met zijn grote voeten en lange staartmembraan kan de vleermuis insecten vangen. Hij eet zijn prooi tijdens de vlucht op. In sommige seizoenen jagen ze echter ook op vis. 's Winters verblijven ze over het algemeen in rotsspleten met zo'n 3000 dieren. In één winterverblijf in Bulgarije zijn eens meer dan 52.000 Capaccini's vleermuizen aangetroffen.
Een kraamkolonie kan uit tot wel 500 vrouwtjes bestaan, die samen in groepen aan het plafond van een grot hangen. In juni wordt één jong geboren, die in juli al kan vliegen.
De soort is waarschijnlijk nauw verwant aan de watervleermuis. De twee lijken sterk op elkaar. De Capaccini's vleermuis onderscheidt zich door een behaard staartmembraan en opvallende neusgaten. Hij heeft opvallend grote voeten, 10 tot 13 millimeter. De vleermuis heeft een lichtgrijze vacht, waarbij de bovenzijde donkerder, rookgrijs is. De snuit is roodachtig roestbruin. De grijsbruine oren zijn lang en middelgroot. Beide zijden van de grijsbruine vleugelhuid zijn behaard met dikbruin haar. De vleermuis heeft een spanwijdte van 230 tot 260 millimeter. Capaccini's vleermuis wordt 6 tot 15 gram zwaar en heeft een kop-romplengte van 47 tot 53 millimeter.
De soort gaat door onbekende oorzaken achteruit. De Rode Lijst van de IUCN beschouwt de soort als kwetsbaar.